# Kassel-Wilhelmshöhe
Kassel Wilhelmshöhe – największy dworzec kolejowy w Kassel (Hesja, Niemcy). Obsługuje dziennie około 20 tys. pasażerów. Nazwa nawiązuje do Wilhelmshöhe, Wzgórza Wilhelma, na szczycie którego znajduje się pomnik Herkulesa.